# Bonnaz Sándor
Bonnaz Sándor (Challex, 1812. augusztus 11. – Temesvár, 1889. augusztus 9.) katolikus pap, csanádi püspök.

## Pályafutása
Édesapja, Bonnaz János Antal, I. Napóleon francia császár seregében hadnagyként szolgált, édesanyja Hugueniot Franciska volt. Bonnaz János 1813-ban elesett a lipcsei csatában, ezt követően az édesanya 7 éves fiával Magyarországra költözött, ahol sógora, Bonnaz Antal Nagy-Őszön (Torontál vm.) plébános volt. Sándor, miután líceumi tanulmányait Szegeden elvégezte, a papi pályára lépett. 1834-től Bécsben, a Pázmáneumban töltötte előkészítő éveit, majd 1837-ben Lonovics József pappá szentelte.
Kápláni és teológiai tanári rövid működése után 1844-ben nagy-őszi lelkésszé, 1850-ben pedig a „temesi bánság és szerb vajdaság” összes magyar és német népiskoláinak ideiglenes felügyelőjévé tették. 1859-től apát.

### Püspöki pályafutása
1860. június 10-én a Csajághy Sándor halálával megüresedett csanádi püspökségre nevezték ki, pápai megerősítést szeptember 28-án kapott. November 4-én szentelte püspökké Kunszt József kalocsai érsek, Peitler Antal József váci püspök és Nehiba János tinnini püspök segédletével.
1870-ben részt vett az első vatikáni zsinaton. Püspökként komolyan dolgozott, gazdaként ritka szakértelemmel mintagazdasággá tette a püspöki birtokot, kegyes cselekedeteivel pedig általános tiszteletet szerzett magának. 100 000 forinttal két kanonoki széket alapított, illetve a rosszul javadalmazott lelkészek részére, és a papi nyugdíjalapra ugyancsak 100 000 forintot adott. Számtalan templomot és iskolát emelt, 19 plébániát alapított. A Miasszonyunkról Nevezett Szegény Iskolanővéreket behívta egyházmegyéjébe, százezer forintokat költött a letelepítésükre (egykori temesvári kolostorukhoz tartozik az 1894-ben épült Notre Dame-zárdatemplom), a közjóra közel 2 millió forintot áldozott.
Betegsége miatt 1874-ben Németh József kanonokot püspökké szenteltette, és helyettesének nevezte ki. Haláláig – még 16 éven át – közösen kormányozták az egyházmegyét.

## Díjak
1871-ben a Vaskorona-rend I. osztályát kapta. 

## Emléke
Temesváron róla kapta nevét a Béga-csatorna és a Hunyadi út (ma 1989. december 16. sugárút) között húzódó Bonnaz utca, mai nevén Ion Dragalina tábornok sugárút.